# Sojuz TMA-22
Sojuz TMA-22 – misja statku Sojuz do Międzynarodowej Stacji Kosmicznej, która wyniosła 29 załogę stacji. Lot TMA-22 był 111. lotem statku Sojuz licząc od początku programu w 1967 roku. Był to ostatni lot Sojuza w wersji Sojuz-TMA. W następnych misjach został on zastąpiony przez zmodernizowaną serię TMA-M. Początek misji był planowany na 30 września 2011 roku, jednak z powodu nieudanego startu statku Progress M-12M został przełożony i nastąpił 14 listopada 2011 roku z kosmodromu Bajkonur. Lądowanie odbyło się 27 kwietnia 2012 roku na stepie w Kazachstanie.

## Załoga

### Podstawowa
- Anton Szkaplerow (1) - dowódca (Rosja)
- Anatolij Iwaniszyn (1) - inżynier pokładowy (Rosja)
- Daniel Burbank (3) - inżynier pokładowy (USA)

### Rezerwowa
- Giennadij Padałka (4) - dowódca (Rosja)
- Siergiej Rewin (1) - inżynier pokładowy (Rosja)
- Joseph Acaba (2) - inżynier pokładowy (USA)

## Galeria

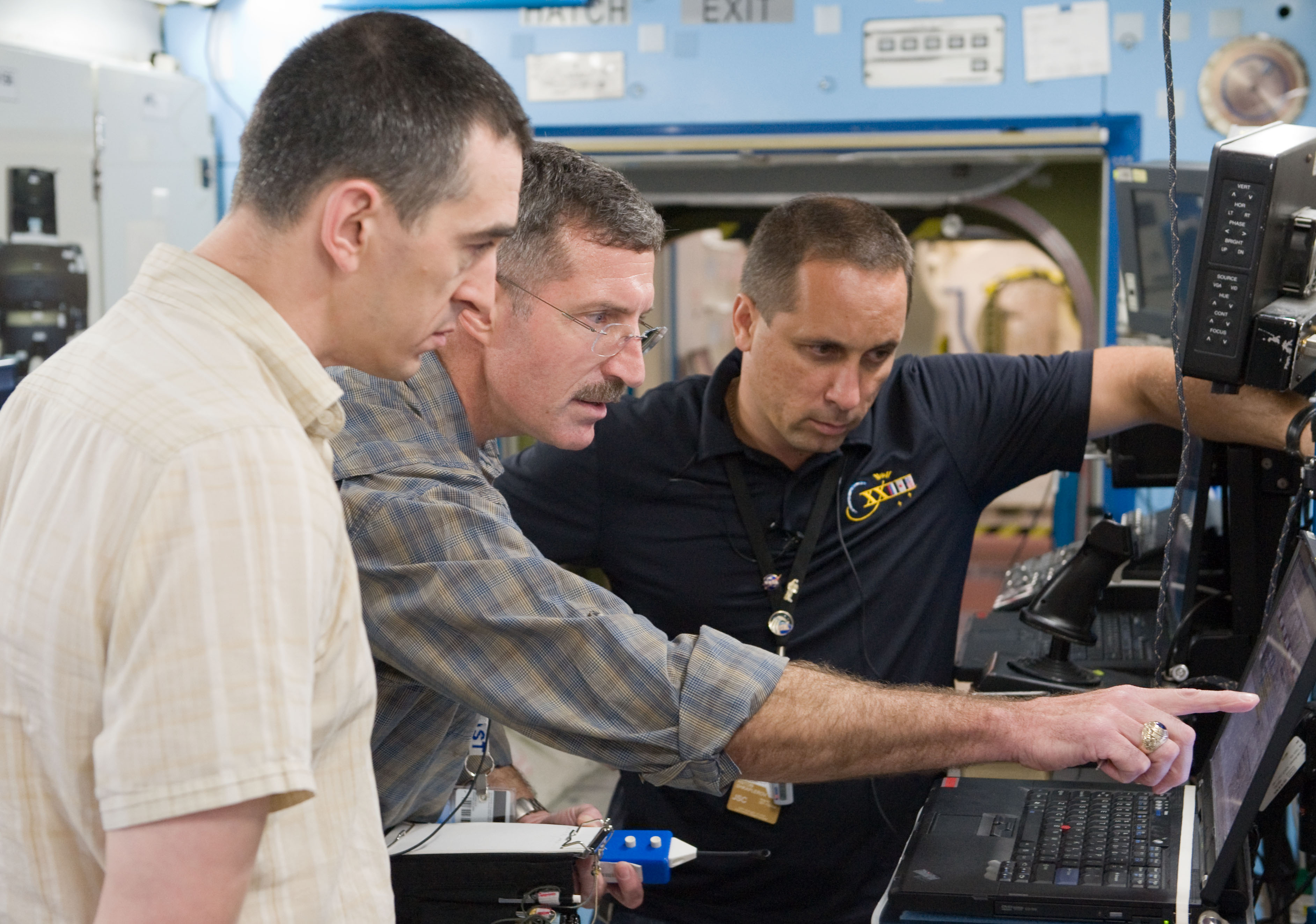
Załoga podczas treningu. Od lewej: A. Iwaniszyn, D. Burbank i A. Szkaplerow
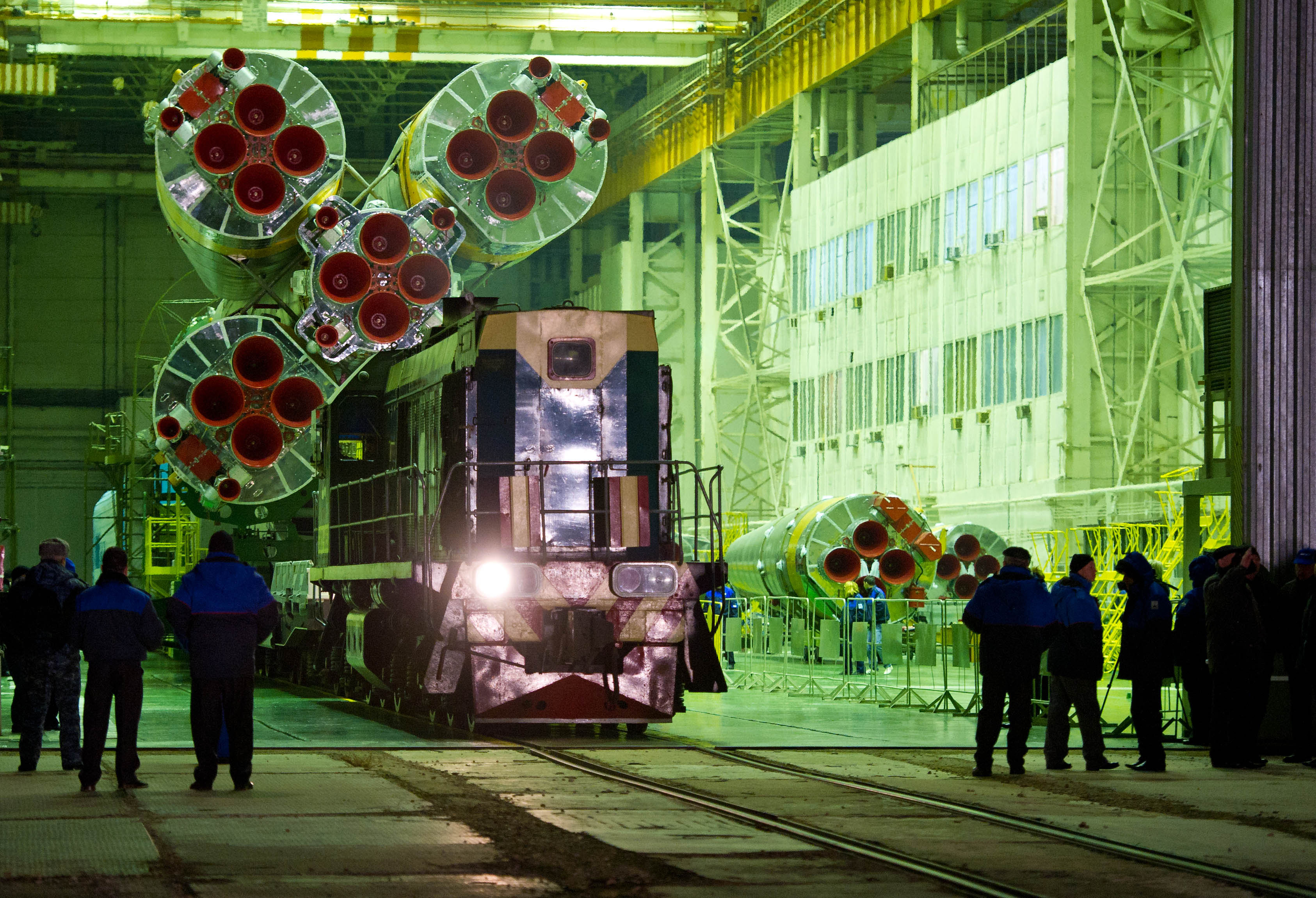
Wytaczanie rakiety Sojuz na stanowisko startowe
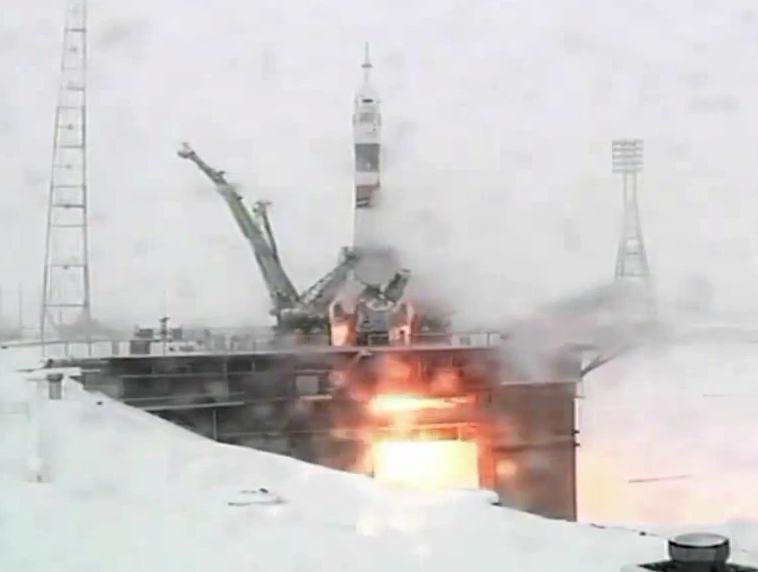
Start rakiety Sojuz
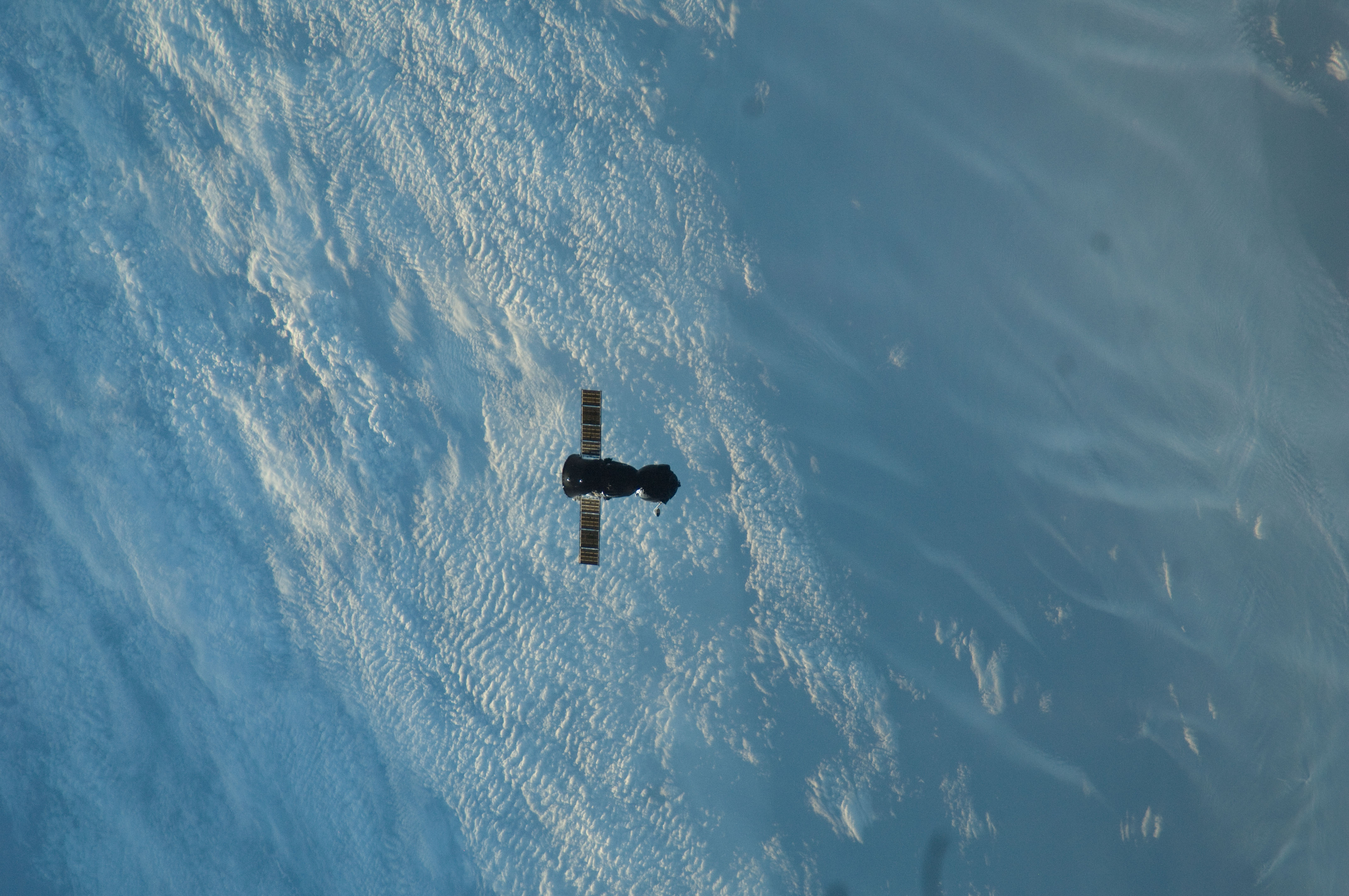
Sojuz TMA-22 po odcumowaniu od ISS
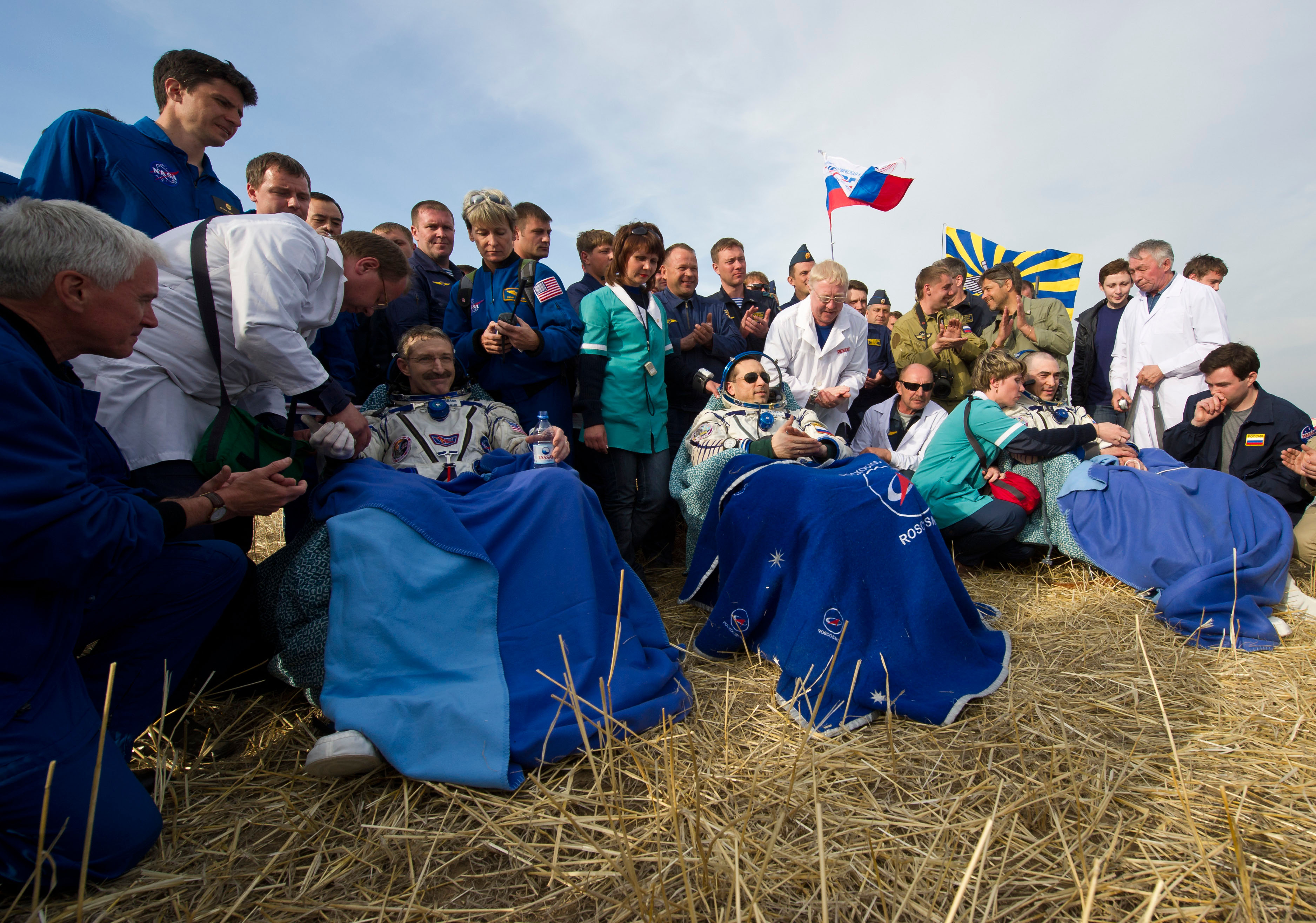
Lądowanie na stepie w Kazachstanie